# Элли Хейз
Э́лли Хейз (англ. Allie Haze, род. 10 мая 1987, Редлендс, Калифорния) — сценический псевдоним американской порноактрисы Бриттани Стюртевант (англ. Brittany Sturtevant).

## Биография
Начала сниматься в порнофильмах с 2009 года. В мае 2011 года Хейз подписала эксклюзивный контракт со студией Vivid Entertainment. Её первой работой для этой компании стал фильм Allie Haze: True Sex, вышедший в ноябре того же года. Первоначально Хейз идентифицировала себя как лесбиянка, однако позже заявила, что является бисексуалкой. В одном из интервью она рассказала, что пошла в порноиндустрию, потому что «хотела безопасно и весело встречаться с девушками, вместо того, чтобы ходить ежедневно в бар и покупать напитки или ужин».
По данным на 2023 год, снялась в более 600 порнофильмах, сценах и компиляциях.

## Личная жизнь
В 18 лет Хейз вышла замуж за проповедника, но через два года пара развелась. В 2013 году она начала встречаться с видеооператором Майком Адкинсом. В настоящее время девушка проживает в Лас-Вегасе.

## Премии и номинации
- 2011 AVN Award — Самая «жёсткая» сцена секса — Enema Boot Camp[9]
- 2011 еоминация на AVN Award — Лучшая парная лисбийская сцена секса — She’s My Man 7[10]
- 2011 номинация на AVN Award — Лучшая новая старлетка[10]
- 2011 номинация на AVN Award — Лучшая сцена триолизма (Ж/Ж/М) — Speed[10]
- 2011 номинация на XBIZ Award — Новая старлетка года[11]
- 2011 XRCO Award — Новая старлетка[12]
- 2012 номинация на AVN Award — Лучшая актриса — Lost and Found[13]
- 2012 номинация на AVN Award — Лучшая сцена секса парень/девушка — Lost and Found (вместе с Ксандером Корвусом)[13]
- 2012 номинация на AVN Award nominee — Лучшая сцена орального секса — American Cocksucking Sluts (вместе с Кэгни Линн Картер и Брин Бенсон)[13]
- 2012 номинация на AVN Award — Лучшее исполнение стриптиза — Bush[13]
- 2012 номинация на AVN Award — Переходящая звезда года[13]
- 2012 номинация на AVN Award — Лучшая исполнительница года[13]
- 2012 номинация на AVN Award — Самая «жёсткая» сцена секса — Rocco’s American Adventures — «Blinded by the Skeet» (вместе с Айсис Тэйлор and Рокко Сиффреди)[13]
- 2012 номинация на XBIZ Award — Кроссовер-звезда года[14]
- 2013 XBIZ Award — Лучшая актриса (в пародийном фильме) — Star Wars XXX[15]